# Game of Rôles
Ne doit pas être confondu avec Game of Thrones.
Game of Rôles est un actual play — une émission de jeu de rôle sur table filmé — français, diffusé en direct sur Twitch, créé et animé par FibreTigre depuis 2018 ; il est également publié sur Youtube et en format audio sous forme de podcast.

## Concept
Game of Rôles est un actual play ; FibreTigre est le meneur de jeu de toutes les émissions, avec des participants qui varient au cours des saisons ou des émissions.
L'émission possède deux formats distincts :
- soit des campagnes d'une durée d'à peu près dix épisodes avec des personnages récurrents, la même trame de scénario, et le même univers ;
- soit des émissions avec des univers uniques, avec des invités en plus des participants habituels et souvent avec un partenariat commercial.

Diffusée en direct sur Twitch, l'émission tire parti de l'interactivité de la plateforme pour impliquer les spectateurs : par exemple en nommant les personnages non-joueurs à partir des pseudonymes des spectateurs ou encore via des sondages d'opinion dans la série d'émissions politiques Game of Rôles : Les deux tours .
L'ambiance de l'émission se veut plutôt détendue, humoristique et se rapproche d'une partie de jeu de rôle « à la maison ».

## Historique des campagnes

### Genèse du projet
FibreTigre a toujours pratiqué le jeu de rôle depuis l'enfance, et a expérimenté la diffusion de jeu de rôle en direct avant Game of Rôles, notamment en filmant des parties de Warhammer diffusées sur Twitter, inspiré par le film islandais Astrópía. Dans le cadre du podcast Studio 404, en décembre 2017, il anime un jeu de rôle qui a pour cadre la Silicon Valley avec Lâm Hua, qui travaille alors à la JVTV, la chaîne Twitch du site Jeuxvideo.com produite par Webedia. Ce dernier fait une proposition de concept d'émission de jeu de rôle à Frédéric « Trunks » Luu .
À la même époque, FibreTigre rencontre le streamer mistermv qui travaille à cette époque à la JVTV. Durant deux ans, ils travaillent ensemble sur des pilotes basés sur la campagne impériale de Warhammer afin de trouver comment adapter le jeu de rôle à la diffusion en direct sur Twitch. Ils font le constat que les scènes de combats ou de négociations dans une boutique, trop longues, font diminuer l'audience,,.
Lorsque le projet aboutit finalement avec une mise à l'antenne sur la JVTV en 2018, mistermv a déjà quitté Webedia et l'aventure commence sans lui.
L'émission devait s'appeler originellement « Jvcjdr » (car diffusée sur la chaîne de jeuxvideos.com, souvent abrégé en "JVC") mais à cause de problèmes de marque déposée, le nom doit être changé peu de temps avant la première diffusion.

### Saison 1 à 3: Aria (2018-2020)
En mai 2019 les programmes de la JVTV migrent vers la webTV LeStream, Game of Rôles y compris.
Le jeu de rôle Aria utilisé dans la compagne est édité à la suite d'un financement participatif en mars 2020, simultanément à la fin des trois saisons de la campagne.

### Saison 4: le Continent du Phénix (2020)
Pour Webedia, Games of Rôles est une émission qui coûte cher parce qu'il y a plusieurs personnes à l'écran, qu'elle demande de la réalisation et que le dispositif est plus coûteux que pour un streamer qui joue à un jeu vidéo. À l'été 2020, Webedia doit réduire ses effectifs ; la saison 4 n'est pas terminée, le dernier épisode est l'épisode 7 diffusé le 30 octobre 2020. Cela marque la fin de la collaboration avec Webedia.

### Saison 5 à 7: Le Tribunal des Dragons (2021-2023)
Après l'arrêt de la saison 4, l'émission revient sur la chaîne Twitch de mistermv avec Gozulting à la production en février 2021 pour une nouvelle saison, avec l'arrivée de mistermv en tant que joueur.

### Saison 8: Conte de Valenthia (2024)
La saison 8 commence le 29 mars 2024 en public au théâtre de la Concorde, avec la possibilité pour les spectateurs de monter sur scène et d'intervenir en tant que personnages joueurs, chaque membre de l'audience ayant préalablement reçu une fiche de personnage à l'entrée. Le deuxième et le troisième épisodes ont lieu également en public avec le même dispositif, respectivement au festival FRAMES en Avignon et au festival Play Sorbonne, à l'université de la Sorbonne à Paris.
Les épisodes suivants de la saison reprennent avec un dispositif plus classique en studio.

### Saison Sheol (depuis 2025)
La saison débute le 5 février 2025, les émissions sont financées pour la première fois grâce à un financement participatif. Le financement participatif de 2025 lève autour de 420 000 euros, ce qui permet de planifier environ 20 épisodes pour la saison.

### Saisons spéciales

#### GOR: Justice (2022)
Présentée comme une "expérimentation" par FibreTigre, cette suite de quatre épisodes est basée sur une enquête de police en 1991. La saison spéciale Justice se termine par un procès.
Pour la première fois, le plateau n'est pas organisé autour de la table du jeu de rôle mais les joueurs peuvent se déplacer, en fonction des lieux (fictifs) où se déroule l'action. Les actions sont aussi guidées par des cartes à tirer, et non par des jets de dé.
Scénario de Clémence Boyer.

#### Galaxie (2023)
Cette saison débute le 7 septembre 2023, avec un thème qui s'écarte de l'univers médiéval-fantastique des saisons précédentes pour un univers de science-fiction : dans un univers situé plusieurs centaines d'années dans le futur, les protagonistes doivent explorer la galaxie afin de trouver une solution pour rallumer le Soleil de la Terre, éteint à la suite d'une catastrophe. Le dispositif du plateau, sans table et avec un décor, utilise un écran pour diffuser des images générées par intelligence artificielle. Durant l'émission, deux graphistes, dont Josselin Grange, suivent l'émission et génèrent des images pour illustrer les propos de participants en direct.

## Épisodes hors-séries avec collaboration
Cette section contient une liste non exhaustive de collaborations et d'émissions spéciales de Game of Rôles.

### Émissions à caractère politique

#### Games of Rôles: les deux tours
Dans le cadre de l'élection présidentielle de 2022, en association avec France Info et le politologue Clément Viktorovitch, quatre émissions à caractère éducatif sont produites avec un dispositif particulier. Les joueurs deviennent des participants à une campagne électorale, le meneur de jeu les fait réagir à des événements fictifs et ils doivent donner le point de vue de leur personnage, un homme ou une femme politique, à la suite de quoi, les spectateurs connectés en direct sur la chaîne Twitch votent pour le candidat le plus convaincant. Des personnalités du monde politique telles que Aurore Lalucq ou Jacqueline Markovic, mais aussi des vidéastes comme Jean Massiet, Antoine Daniel, Joueur du Grenier, Angle Droit participent,,,.
Cette association n'est pas un partenariat commercial. Pour France Info, c'est une occasion de se faire connaître sur Twitch, et pour la société de production Gozulting, une façon de prouver son savoir-faire en terme de réalisation.

#### Présidentielles 2027
Le 2 mai 2024, en partenariat avec le journal Libération et l'émission Backseat, une émission consacrée à l'élection présidentielle de 2027 se déroule en public à l'université de la Sorbonne.

### Émissions à caractère scientifique
Le 9 mars 2022, Games of Rôles collabore avec le Centre national d'étude spatiale (CNES) pour une émission consacrée à la future mission Artémis et le retour sur la Lune, nommée Mission Lune, avec la participation de Jean-François Clervoy, spationaute français.
Le 22 février 2024, Games of Rôles collabore une seconde fois avec le CNES pour une émission consacrée au danger des débris spatiaux, nommée Sentinelles de l'Espace, avec les vidéastes Joueur du Grenier, Baghera Jones, Hugo Lisoir et le spationaute de réserve Arnaud Prost.

### Émission à caractère historique
En décembre 2024 et janvier 2025, deux émissions spéciales ayant pour cadre la Chine sous la dynastie Tang sont organisées en collaboration avec le Musée Guimet.

## Participants
L'équipe est constituée d'un noyau de participants récurrents :
- Lâm Hua, streamer, ex-journaliste tech à la JVTV, aux Numériques, présentateur du podcast Studio 404 de Qualiter, animateur de l'émission de mode Outfeat
- Lydia__am, streameuse, spécialiste mode, design, beauté, animatrice de l'émission de mode Outfeat
- Daz, streamer, ex-présentateur de l'émission Journal du Hardware sur la JVTV, présentateur du podcast Studio 404 de Qualiter
- Deriv, streamer, ex-journaliste jeux vidéos à la JVTV (jusqu'à la saison 3)[21]
- mistermv, streamer (à partir de la saison 5)

Ils forment l'équipe qui joue la plupart des campagnes et sont présents dans la plupart des émissions hors-séries.

### Participants occasionnels
En fonction du thème de l'émission spéciale, des personnalités d'horizon divers — et selon leur spécialité — participent. On peut citer les vidéastes Usul et Jean Massiet ou la journaliste Salomé Saqué, pour les émissions à thème politique, ou les vidéastes Zerator et Joueur du Grenier, pour des émissions sur les jeux vidéos. La streameuse Baghera Jones a également participé à plusieurs émissions.

## Financement
En 2022, le coût de production d'une émission classique est estimé entre 30 000 et 35 000 euros.
Les épisodes liés aux campagnes n'ont généralement pas de source de financement particulier, seules les émissions hors-séries avec un partenariat permettent de financer Game of Rôles.
En décembre 2024, à la fin du dernier épisode de la saison 8 Conte de Valenthia, l'équipe mentionne le financement de l'émission pour 2025 et au-delà : faute de sponsor pérenne, et devant la complexité d'organisation liée aux partenariats un financement participatif est lancé pour la production des émissions, et non plus de produits dérivés, comme par le passé.

## Audiences
En 2024, les émissions sont suivies par 10 000 à 20 000 personnes sur Twitch.
Le 5 février 2025, le stream de lancement de la saison Sheol atteint un pic à 14 693 spectateurs.

## Récompenses
- Game of Rôle Dégâts des Autres, un épisode hors-série consacré à l'assurance-habitation, reçoit l'or au Grand Prix des Stratégies Digitales 2024[26].